# Bodil Neergaard
Ellen Bodil Neergaard, née Hartmann (10 février 1867 - 18 mai 1959) est une philanthrope et mécène danoise. Avec son mari, Rolf Viggo de Neergaard, elle accueille chaque été au manoir de Fuglsang sur l'île de Lolland de nombreux artistes et musiciens. Bodil Neergaard est aussi connue pour ses nombreuses activités caritatives.

## Famille
Née le 10 février 1867 à Copenhague, Ellen Bodil Hartmann est la fille du compositeur Emil Hartmann (1836-1898), petite-fille du compositeur Johan Peter Emilius Hartmann, et filleule du poète Hans Christian Andersen. Née dans une famille d'artistes, elle baigne depuis son enfance dans un milieu d’écrivains, peintres et musiciens,.

## Mariage avec Viggo Neergaard
Le 2 mai 1885, elle épouse Rolf Viggo Neergaard (1837-1915), un cousin, violoncelliste amateur, et propriétaire des domaines de Fuglsang et Priorskov, l'une des plus vastes propriétés des provinces de l'Est.
Fuglsang héberge alors chaque été toute une colonie d’artistes. Beaucoup des meilleurs peintres et musiciens scandinaves de l'époque y séjournent, souvent plusieurs semaines d'affilée. Parmi les hôtes les plus réguliers, on citera  les musiciens et compositeurs de la famille Hartmann, les compositeurs Carl Nielsen, Julius Röntgen (et ses six fils musiciens, ainsi que sa femme Amanda Roentgen et après le décès de celle-ci sa seconde épouse Abrahamine), Asger Hamerik et son épouse Margaret Hamerik ainsi que leur fils Ebbe Hamerik, Johan Svendsen, C.F.E. Horneman, August Winding ou Franz Neruda, ou dans la génération plus récente, Emil Telmanyi ou Niels Viggo Bentzon. 
Edvard Grieg est également un ami très proche et parmi ceux qui participe aux soirées musicales dans la salle de musique, de même que sa femme Nina qui joue régulièrement et chante. 
Bodil Neergaard a elle-même en son temps suivi à Paris une formation de soprano professionnelle auprès de Désirée Artôt et participe tous les soirs activement aux concerts. 

## Philanthropie
À la mort de son mari en 1915, Bodil Neergaard reprend la gestion des domaines. Les activités culturelles continuent comme par le passé, mais elle s'engage désormais en sus dans de multiples activités sociales, pour lesquelles elle est inspirée notamment par le pasteur Johannes Munck du manoir de Møltrup dans le Jutland. Son amie Mathilda Wrede lui donne en particulier l'idée d'établir dans une de ses fermes le home Sønderskov (Sønderskovhjemmet) pour y loger initialement 17 vagabonds et leur offrir un emploi. Au départ, Bodil Neergaard couvre elle-même tous les frais mais à partir de 1923, cette institution devient indépendante, s'auto-finançant par le travail de ses résidents. Cette dernière s'est depuis considérablement développée et a récemment célébré son centenaire. 
Les intérêts caritatifs de Bodil Neergaard sont nombreux. Elle offre ainsi des logements en camp de vacances à une cinquantaine d'enfants défavorisés de la capitale pour passer l'été près des rives de Guldborgsund, tandis qu'elle met un autre bâtiment à la disposition de l'écrivain Aage Falk Hansen pour loger les personnes dans le besoin. Elle fait également aménager le bâtiment principal du domaine de Flintingegård pour que des femmes âgées et démunies de Copenhague puissent y passer quelques semaines à la campagne, les invitant par groupes de 10 à la fois. En 1919, elle achète l'ancienne école de Toreby pour encore d'autres activités sociales.  

## Mort et héritage
Bodil Neergaard meurt à Fuglsang le 18 mai 1959. N'ayant pas de progéniture, elle a transféré tous ses biens et possessions à la fondation caritative, Det Classenske Fideicommis (en), en vue d'établir à Fuglsang un refuge pour artistes. Elle est enterrée dans le cimetière de Toreby (en). 
Aujourd'hui, Fuglsang abrite le centre culturel de la région, disposant de son propre ensemble musical de neuf musiciens, d'une association musicale organisant des concerts réguliers, d'une salle de concert propre et d'un musée des Beaux-Arts. Des festivals y sont annuellement organisés. En outre, un accord avec l’université de Copenhague permet à celle-ci d’y mener diverses activités académiques.

## Récompenses et Postérité
En 1947, Bodil Neergaard reçoit la Médaille du mérite pour ses importantes contributions sociales et philanthropiques. Interrogée sur ses motivations, sa réponse est simplement:«Je voulais tellement aider». 
La variété de pomme Bodil Neergaard, populaire au Danemark, porte son nom. Celle-ci a été trouvée dans un champ à Flintinge au Lolland et identifiée en 1904. La rue Bodil Neergård Vænget à Odense porte également son nom.

## Publications
Bodil Neergaard a écrit des mémoires décrivant sa vie à Fuglsang, qui ont été publiés en 1941 et 1944 en danois sous les titres Spedte træk af mit Liv, et  Minder fra Fuglsang: Mennesker jeg mødte gennem et langt Liv . 

## Littérature
- Bodil Neergaard, Minder fra Fuglsang: Mennesker jeg mødte gennem et langt Liv (Erindringer) , 1944, 159 pages
- Bodil Neergaard, Spedte træk af mit liv (Erindringer) , 1941, 140 pages
- Bodil Neergaard, Hendes Slægt og Virke, Skildret af Familie og Venner , 1948, 155 pages
- Fuglsang 1885-1959, Billedkunst, Musik og Friluftsliv , Fuglsang Kunstmuseum 2015, 132 pages
- Fritz von Bessendorf, Fuglsang, Kan svanerne komme tilbage? , 2017, 219 pages
- Halfdan Grøndal Hansen, Fuglsang, Bodil Neergaards Hjem, 152 pages
- Inger Sørensen, Hartmann, Et Dansk Komponistdynasti, Gyldendal, 1999, 656 pages
- Inger Sørensen, JPE Hartmann og Hans Kreds, 4 volumes, Muséum Tusculanum Forlag, 1832 pages (volumes 1-3) et 620 pages (volume 4)
- Inger Sørensen, Johannes Palmer Hartmann og Hans Kreds, Ole Klitgaard, Copenhague, 2012, 2 volumes, 1135 pages
- Toke Lund Christiansen, Jeg Bodil, Forlaget Vandkunsten, 2023, 156 pages